# Stylogaster nigricoxa
Stylogaster nigricoxa är en tvåvingeart som beskrevs av Camras 1967. Stylogaster nigricoxa ingår i släktet Stylogaster och familjen stekelflugor. Inga underarter finns listade i Catalogue of Life.